# 秋オウ
秋饁（しゅう おう、チュ・ヨプ、朝鮮語: 추엽）は、中国宋の文官であり、朝鮮氏族の秋渓秋氏と全州秋氏の始祖である。
中国宋高宗時代の1141年に文化及第、門下侍中の官職を務めた。
秋饁の10代子孫の秋水鏡が、文禄・慶長の役の際に万暦帝の王命を受けて、秋蘆と秋荻の2人の息子と5000人の兵士を率いて鴨緑江を渡河して参戦、その後、3男秋菊と4男秋芝5男秋蘭も参戦、文禄・慶長の役において数々の武勲を挙げた。